# Creagrutus guanes
Creagrutus guanes är en fiskart som beskrevs av Torres-mejia och Richard P. Vari 2005. Creagrutus guanes ingår i släktet Creagrutus och familjen Characidae. Inga underarter finns listade i Catalogue of Life.